# Урюм (озеро)
Урюм — озеро в Здвинском районе Новосибирской области. Площадь водоёма — 84,1 км², водосборная площадь — 10 800 км². Через озеро проходит река Чулым.

## Расположение
Озеро находится в бессточной области Иртыша и Оби.

## Населённые пункты
На побережье водоёма расположены села Нижний Урюм, Верх-Урюм и деревня Михайловка, также близ озера находится село Чулым.